# Діоген (Жером)
«Діоген» — маловідома картина французького художника Жана-Леона Жерома (1824—1904), представника академізму 19 століття.

## Філософ Діоген
Точних свідоцтв про життя філософа Діогена Сінопського не збережено. Дослідники віднайшли факти про п'ять різних Діогенів в Стародавній Греції, що заважає відтворити біографію філософа. Персонаж історичних анекдотів, Діоген Сінопський, вів аскетичний спосіб життя, зневажав розкіш і залежність кожної людини від суспільства. Таким постав Діоген в трактаті Діогена Лаертського і таким його бачили в 19 столітті.
Зневага до суспільства спонукала Діогена до свідомого жебрацтва, до атеїзму, невизнання авторитетів у політиці і філософії, сучасній йому суспільній моралі. Він харчувався залишками їжі, що підбирав на базарі, носив обноски і жив у великому піфосі — глиняному горщику великого розміру для вина. Йому дали презирливе прізвисько Собака і вважали «Божевільним Сократом».
У значно спрощеному варіанті поведінка Діогена і його ідеї відбилися в поведінці і ідеях мандрівного філософа з України Григорія Сковороди (1722—1794).
Історичний анекдот про маргінала Діогена — мав популярність і використовувався як сюжет для картин, гравюр, рельєфів багатьма майстрами різних країн (Рафаель, Джованні Бенедетто Кастільйоне, Хосе де Рібера, П'єр Пюже, Тарас Шевченко, Йоган Тішбейн, Вотерхаус).

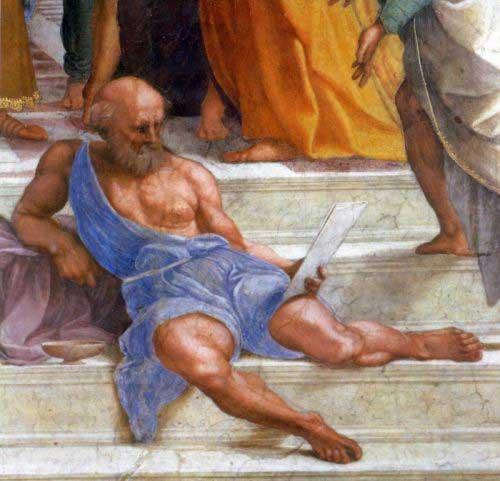
Діоген з фрески Рафаеля «Афінська школа»
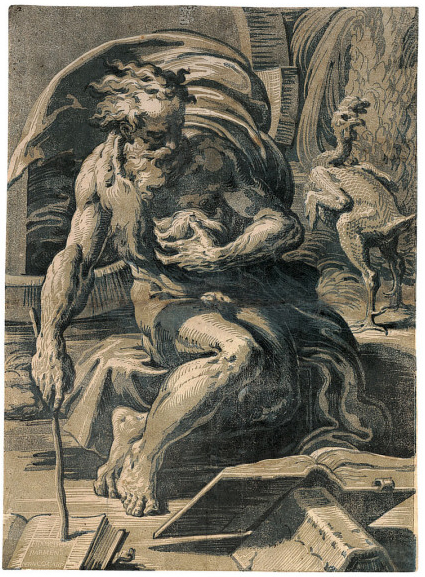
Гравер Уго да Карпі.Філософ цинік Діоген, 1529 р.
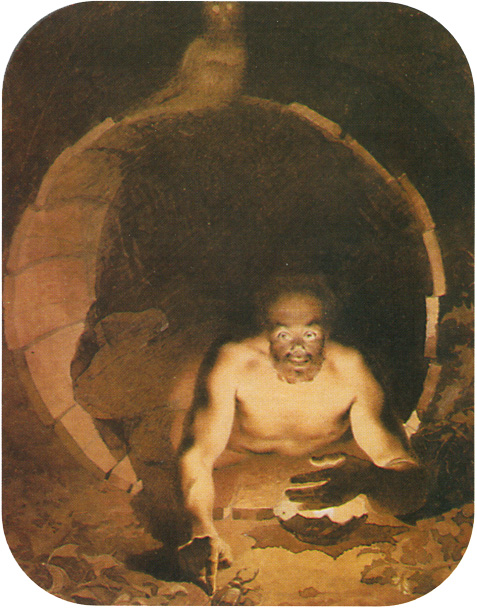
Тарас Шевченко (Україна), Діоген
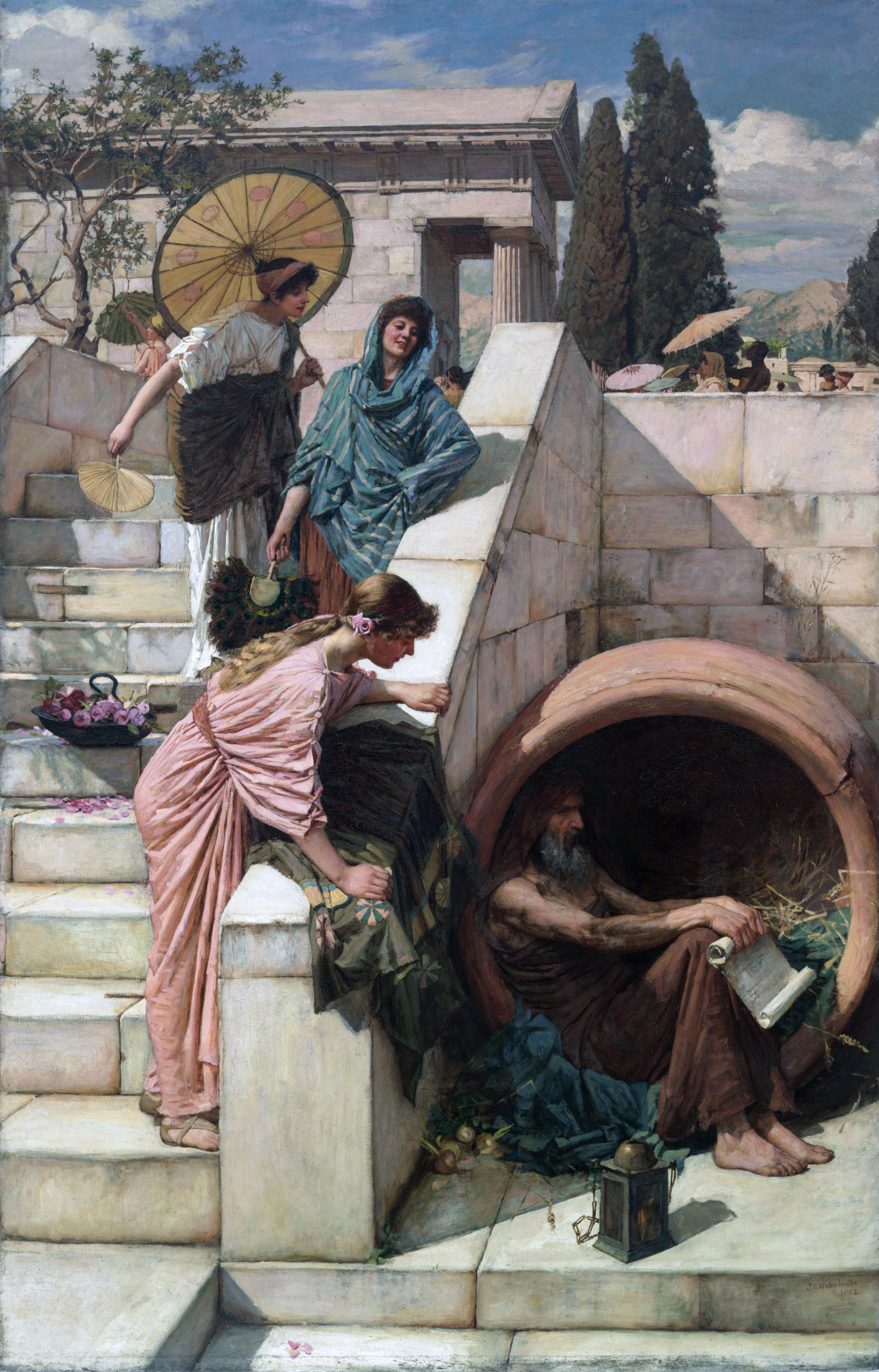
Худ. Вотерхаус, Діоген, 1882 р.

## Картина Жерома
Як справжній європейський художник з освітою і високою художньою технікою, Жером пошукав і знайшов лише свою композицію для сюжету. В картині добре відтворені фактура глиняного піфоса, хутро тварин, стара стіна будівлі з підписом художника. Діоген лагодить ліхтар зі свічкою, щоби піти на пошуки справжньої (чесної? порядної? ідеальної?) людини.
Наперед знаючи, що його картина прикрасить багату оселю, Жером не малював брудний одяг філософа і його брудне тіло. Для картини представника академізму це було б занадто.